# Henry Jermyn, I conte di St Albans
Henry Jermyn, I conte di St Albans (Londra, 25 marzo 1605 – Londra, tra il 2 e il 31 gennaio 1684), è stato un politico inglese.
Fu uno dei cortigiani più influenti della sua epoca, costantemente diviso tra i progetti delle varie potenze europee per restaurare la monarchia inglese, sia prima che dopo l'esecuzione di Carlo I d'Inghilterra.

## Biografia
Jermyn era il figlio quartogenito ma il secondo dei sopravvissuti di Sir Thomas Jermyn (1572–1645) di Rushbrooke, nel Suffolk, vice-ciambellano di Carlo I, e di sua moglie Catherine, figlia di Sir William Killigrew di Hanworth, Middlesex (sorella di Sir Robert). Venne battezzato a St Margaret’s Lothbury, Londra, il 25 marzo 1605.
Nel 1625 Jermyn venne eletto membro del parlamento inglese per la circoscrizione elettorale di Bodmin e venne poi rieletto alla medesima sede nel 1626. Fu parlamentare per Liverpool nel 1628. Si guadagnò i favori di Enrichetta Maria di Borbone-Francia, regina consorte d'Inghilterra, di cui divenne vice-ciambellano nel 1628, e maestro di stalla nel 1639.
Nell'aprile del 1640 Jermyn venne eletto parlamentare per Corfe Castle nel Breve Parlamento assieme a suo fratello Thomas. Entrambi i fratelli vennero eletti per la circoscrizione di Bury St Edmunds nel Lungo Parlamento nel novembre del 1640 e furono attivi e ardenti realisti. Jermyn ebbe un ruolo prominente nel First Army Plot del 1641, alla cui scoperta riparò in Francia. Dopo essere tornato in Inghilterra nel 1643 riprese il suo servizio presso la regina. Venne elevato alla parìa con il titolo di Barone Jermyn di St Edmundsbury il 6 settembre di quello stesso anno, così che, qualora fosse caduto nelle mani dei parlamentari, avrebbe potuto essere decapitato ma non impiccato e squartato come era la pena prevista per i traditori dello Stato. Accompagnò Enrichetta Maria nel 1644 in Francia, dove continuò a svolgere la sua attività di segretario personale.
Sempre nel 1643, Jermyn venne creato governatore del Jersey, conducendo il principe di Galles a Parigi. Quando Carlo II si portò a Breda, Jermyn rimase a Parigi con Enrichetta Maria, la quale persuase suo figlio a crearlo Conte di St Albans nel 1660. Voci che lo storico Hallam ha dato per autentiche, ma delle quali non vi è evidenza realistica, dicono che Jermyn fosse segretamente sposato alla vedova di Carlo I. Si dice inoltre che egli sia stato il vero padre di uno dei figli della coppia reale, e persino il vero padre di Carlo II: in un documento del 13 agosto 1660 si trova un rapporto del capitano Francis Robinson a Nathaniel Angelo, chierico di Windsor, il quale riporta che tutti i figli reali sono bastardi di Jermyn.
Con la Restaurazione St Albans divenne Lord ciambellano e ricevette altre nomine importanti. Supportò la politica di alleanza con la Francia e contribuì largamente all'intesa segreta tra Carlo II e Luigi XIV di Francia, gestendo i preliminari del Trattato di Dover del 1669.

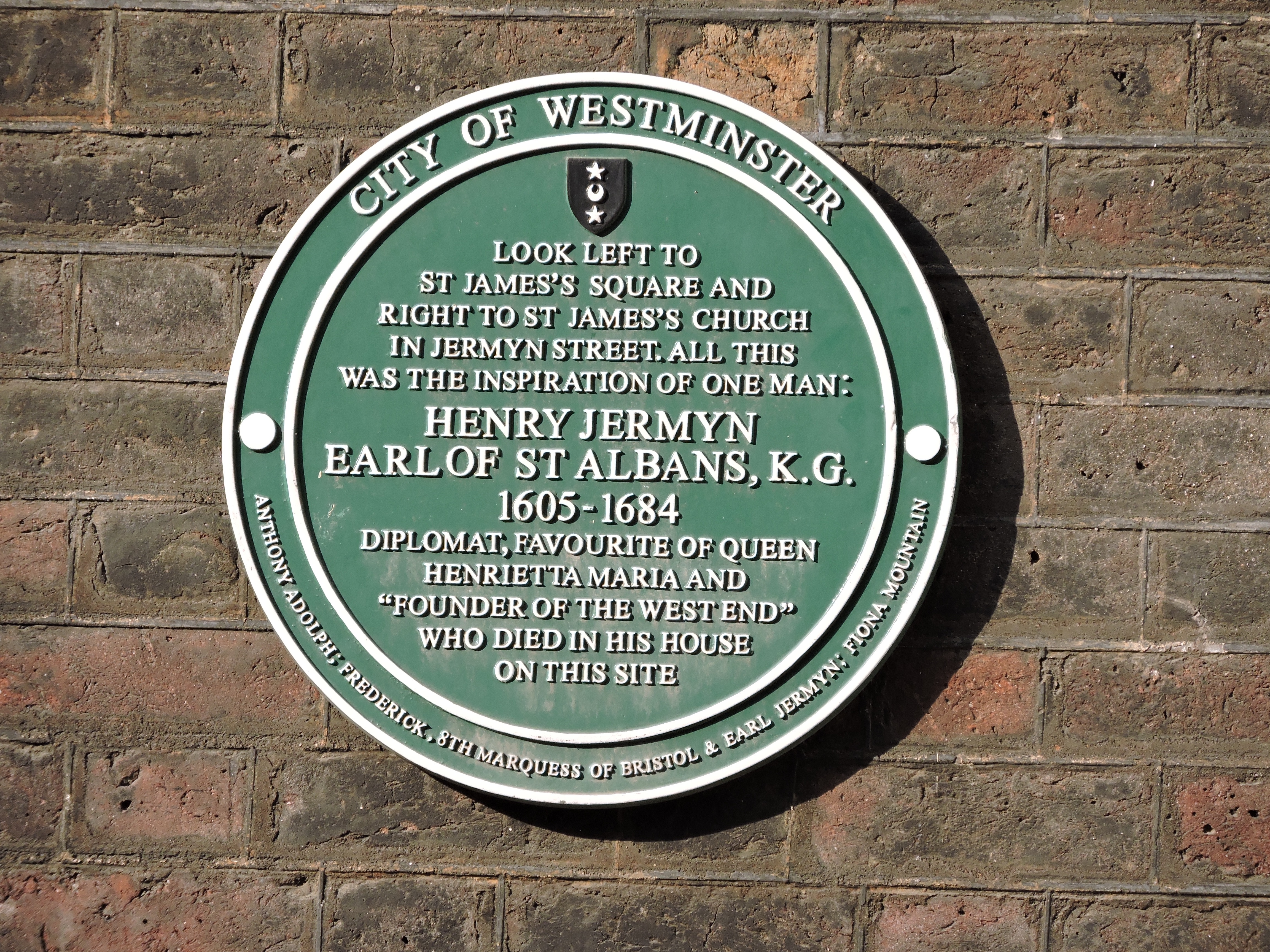
Una Green Plaque nella City of Westminster dedicata a Henry Jermyn, conte di St Albans (1605-1684), collocata nella Duke of York Street, Londra SW1

All'inizio degli anni '60 del Seicento, ottenne un appartamento a Londra, al St James's Palace, e proprietà e nei pressi di quella che oggi è Jermyn Street, e anche il St Albans market.
Fu amico e mecenate di Abraham Cowley e Sir William Davenant. Sebbene accusato di avere una "morale dissoluta", non era meno immorale degli uomini del suo tempo. Era incline al gioco d'azzardo che all'epoca era molto popolare.
Il conte di St Albans morì a St James Square nel gennaio del 1684. Non si era mai sposato e alla sua morte il titolo si estinse con lui, mentre la baronia di Jermyn di St Edmundsbury passò, assieme alle sue proprietà, a suo nipote Thomas Jermyn (1633–1703), e dopo la morte di quest'ultimo al fratello di Thomas, Henry, barone Dover.